# Envases Öhringen
Die Envases Öhringen GmbH ist ein deutscher Hersteller von Verpackungen aus Weißblech, insbesondere Getränkegroßdosen (Partyfässer), Lebensmitteldosen, chemisch-technische Verpackungen und bedrucktem Feinstblech. Sitz des Unternehmens ist in Öhringen, Baden-Württemberg. Bis zur Übernahme durch die international tätige, dänische Envases Group zum 4. Februar 2021 firmierte das Unternehmen als Huber Packaging Group GmbH (Eigenschreibweise: HUBER Packaging Group).

## Geschichte

### Unternehmensgründung und Anfangsjahre
Das Unternehmen wurde 1871 von dem Flaschner Karl Huber (1845–1920) als Flaschner- und Installationsbetrieb gegründet. Neben Handwerksarbeiten und dem Ladengeschäft wurde die Produktion von Blecheimern für Schmierfette aufgenommen. Mit dem Einstieg von Hubers Schwiegersohn Karl Meister (1875–1935) begann die industrielle Fertigung von Blechemballagen. 1919 übernahm Karl Meister die Geschäftsführung weitgehend. Nach dem Tod des Gründers gestaltete Meister das Geschäft zum reinen Industriebetrieb um. Mit der Übernahme der Blechemballagenfabrik Franz Schütt im Jahr 1930 wurde das Unternehmen vergrößert. Nach dem Tod Karl Meisters im Jahr 1935 übernahmen die Söhne Otto und Paul Meister die Geschäftsleitung. Im selben Jahr wurde Envases Öhringen in eine offene Handelsgesellschaft umgewandelt.

### Erweiterung der Unternehmensbereiche und Übernahmen
1972 entwickelte das Unternehmen das erste Fünf-Liter-Bierfass (genannt Partyfass), das 1998 durch einen integrierten Zapfhahn verbessert wurde. Im selben Jahr baute Envases Öhringen ein weiteres Produktionswerk in Bottrop. In den Folgejahren schied Otto Meister aus der Geschäftsführung des Unternehmens aus. 1989 übernahm Envases Öhringen die Klann Packaging GmbH in Landshut. Im Jahr 1999 erfolgte die Inbetriebnahme einer neuen Fabrik für Partyfässer, die 2006 erweitert wurde. 2001 gründete Envases Öhringen die Huber Westform GmbH & Co. in Lindlar. 2007 nahm Envases Öhringen eine neue Produktionsstraße in Öhringen in Betrieb. Im selben Jahr wurde die Klann Packaging mit der BMG Verpackungen GmbH & Co. KG in Braunschweig zur Huber Decorative Packaging GmbH & Co. KG in Landshut verschmolzen. Die Huber Packaging Group wurde als Dachmarke eingeführt. Anfang 2009 trat Andreas Meister, der Urenkel des Gründers Karl Huber, als weiteres Mitglied der Geschäftsführung in das Unternehmen ein.

### Neuausrichtung ab 2011
2011 gab Envases Öhringen bekannt, das Unternehmen unter dem Projektnamen Fit 2020 neu auszurichten. Das Schmuckdosengeschäft (Huber Decorative Packaging) wurde Mitte des Jahres 2011 an die Mutares SE & Co. KGaA in München verkauft. Zum Ende desselben Jahrs investierte das Unternehmen in eine Anlage, die Induktionstechnologie zum Schmelzen des Lackpulvers nutzt. Im Jahr 2015 übernahm Envases Öhringen vier Werke der Crown Holdings Inc. im US-Bundesstaat Pennsylvania, in Rouen (Frankreich), Helsinki (Finnland), Aesch (Schweiz) und Liverpool (Vereinigtes Königreich). 2016 zog sich Andreas Meister aus der Geschäftsführung von Envases Öhringen zurück.

### Umfirmierung 2021
In den Folgejahren geriet das Unternehmen in eine finanzielle Schieflage und wurde am 4. Februar 2021 an Envases Europe A/S (ein Unternehmen der international tätigen Envases Gruppe in Mexiko) mit Sitz in Loesning in Dänemark veräußert. Die Huber Packaging Group wurde in Envases Öhringen umfirmiert. Zum 30. November desselben Jahrs übernahm Envases Öhringen im Rahmen eines Asset-Deals den Kundenstamm, die Patente sowie die Produktionsanlagen der Trivium Packaging Germany GmbH in Seesen und integrierte sie in den Unternehmensbereich Beverage.

### Geschäftsausbau ab 2022
Nachdem das Unternehmen 2022 in eine neue Lackierlinie investiert hatte, stellte Envases Öhringen die Produktion auf Rollenware (Coils) um. Für die Folgejahre wurde darüber hinaus eine stärkere Automatisierung des Produktionsbetriebs – beispielsweise durch Greifarme, die Verschlussdeckel auffüllen sollten – geplant. Zum Oktober desselben Jahrs übergab Martin Lüer, der seit Februar 2018 Vorsitzender der Geschäftsführung gewesen war, den Vorsitz an Jochen Massa, der gleichzeitig Cluster-Vizepräsident der Envases Central Europe wurde.

## Unternehmensstruktur und Standorte
Zum Stichtag 31. Dezember 2021 erhöhte das Unternehmen im Vergleich zum Vorjahr die Umsatzerlöse um 30,9 Mio. EUR auf 183,0 Mio. EUR. Zum selben Stichtag waren circa 671 Mitarbeiter für Envases Öhringen tätig. Der Geschäftsführer des Unternehmens ist Stand 2023 Jochen Massa. Envases Öhringen ist eine Tochtergesellschaft der Envases Europe A/S Loesning, Dänemark.
Neben dem Stammsitz und dem Partyfasswerk in Öhringen (hier werden die Bleche produziert und lackiert) hat das Unternehmen zum Abschluss des Geschäftsjahrs 2021 weitere Produktionsstandorte in Ansfelden (Envases Haid GmbH, Österreich), Győr (Envases Hungary Kft., Ungarn), Liverpool (Envases Liverpool Ltd., England), Aesch (Envases Aesch AG, Schweiz). Stand 2023 ist Envases Öhringen über die Envases Germany Holding GmbH an diesen Produktionsstandorten beteiligt.

## Produkte

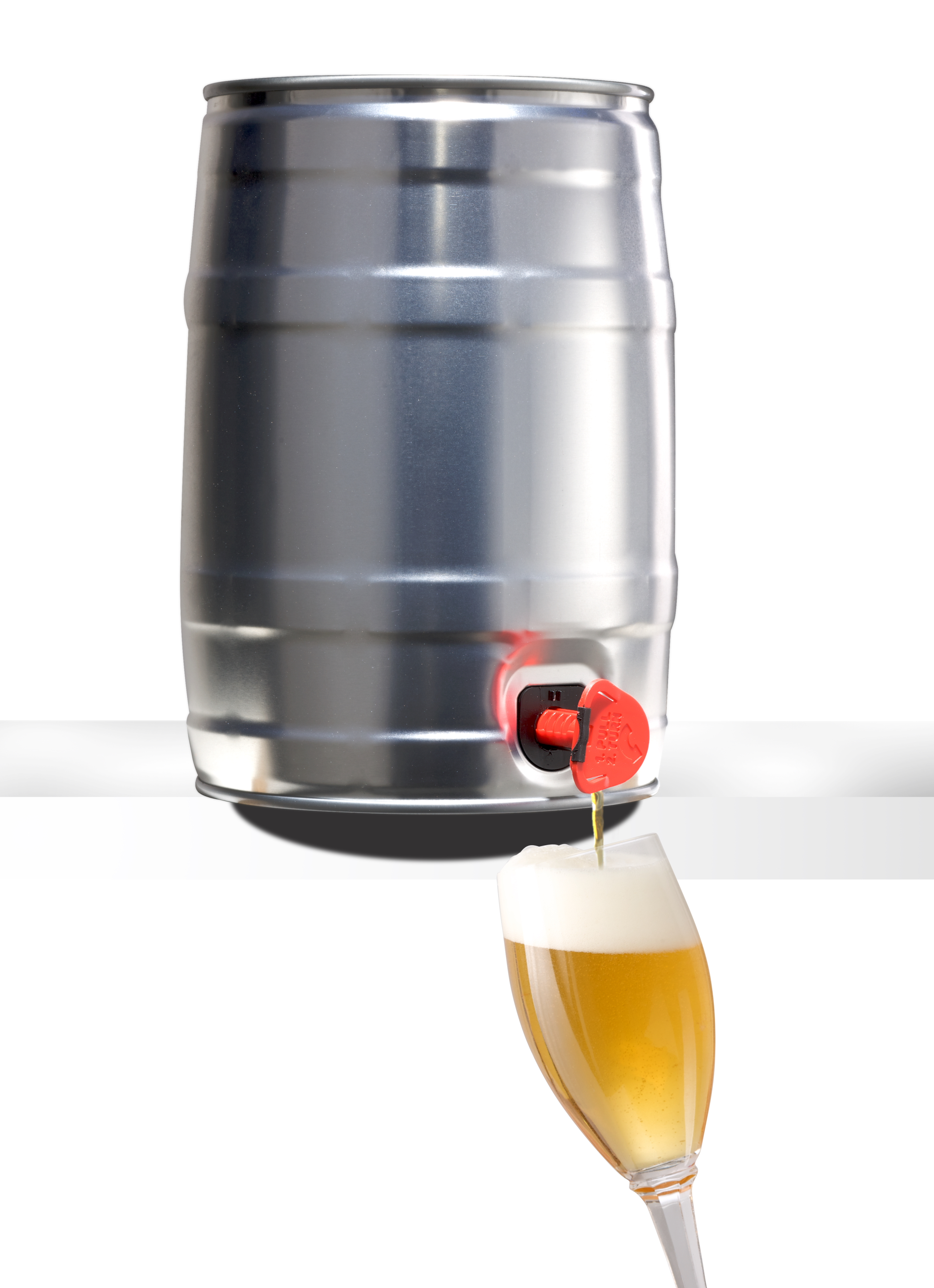
5-Liter-Bierfass

Envases Öhringen stellt in den Bereichen Industrial, Beverage und Service Produkte für die Farb- und Lackindustrie, Brauereien sowie Chemieunternehmen in Deutschland und Europa her.
Im Unternehmensbereich Industrial produziert Envases Öhringen Weißblechverpackungen für die Industrie (Kleinstgebinde mit 50 ml Inhalt bis Großgebinde mit 33 l Inhalt). Im Geschäftsjahr 2021 betrug der Umsatz in diesem Bereich 121,7 Mio. EUR.
Im Bereich Beverage stellt das Unternehmen mehrere Varianten der Partyfässer (fünf Liter fassende Bierfässer mit eingebautem Zapfhahn) her, die von deutschen und internationalen Brauereien abgenommen werden. Der Umsatzerlös betrug 2021 54,8 Mio. EUR.
Envases Öhringen bedruckt in einem Druckzentrum am Standort Öhringen Bleche, die beispielsweise als Verpackungen verwendet werden.